# Pezizella milliaris
Pezizella milliaris är en lavart som beskrevs av Velen. 1934. Pezizella milliaris ingår i släktet Pezizella och familjen Hyaloscyphaceae.   Inga underarter finns listade i Catalogue of Life.